# FreakNet
FreakNet è un Hacklab ed un hackerspace, ovvero un laboratorio hacker di informatica ad accesso libero, attivo a Catania dal 1995, il primo aperto in Italia.
Il centro cura e sviluppa il Museo dell'Informatica Funzionante di Palazzolo Acreide, dove quasi duemila computer storici sono non soltanto esposti, ma anche accesi e disponibili all'utilizzo del pubblico, sia direttamente che da remoto, tramite Internet.
Più in generale, FreakNet offre gratuitamente servizi informatici, programmi software e corsi di formazione informatica, e organizza e ospita anche eventi culturali ed artistici non strettamente legati all'informatica.

## Storia
La nascita di FreakNet risale agli anni delle BBS.
Essa si presentò come una rete BBS alternativa, sganciata dal circuito mondiale FIDONET, simile a reti quali CYBERNET ed ECN.
In quegli anni nacque spontaneamente la collaborazione con la storica rivista antimafia I Siciliani (fondata da Giuseppe Fava): il giornale divenne il primo ad utilizzare strumenti telematici per la trasmissione dei servizi e dei pezzi e per la diffusione della versione informatica della stessa rivista. La rete di BBS FreakNet offriva quindi alla collettività la possibilità di denunciare vicende di mafia, soprusi e l'opportunità di "fare informazione" dal basso.
Nel 1995 Gabriele Zaverio (conosciuto anche come Asbesto Molesto) decide di allestire un luogo dove fare sperimentazione delle tecnologie informatiche aperte ed ottiene uno spazio al primo piano del Centro Sociale AURO di Catania, che diviene la prima collocazione fisica del FreakNet.

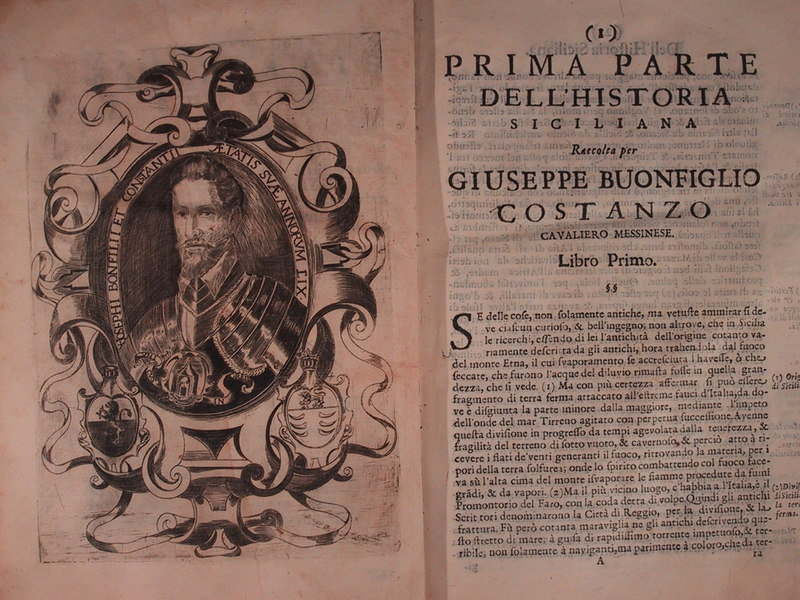
Una immagine tratta dalla scansione della Historia Siciliana di Giuseppe Bonfiglio

Nascono diverse attività: corsi di informatica di base aperti a cittadini ed extracomunitari, account sui sistemi Unix con indirizzi di posta elettronica; circolazione di software antiproibizionista (come High Grow); collaborazioni con una delle prime edizioni di "Libera-Mente, Contro la Mafia" organizzata dall'Associazione Libera; mostre, spettacoli, eventi e diverse campagne d'informazione (ad esempio, contro la pena di morte e a favore del software libero). Degni di nota i lavori di recupero e catalogazione dell'emeroteca storica del Centro Sociale Auro, che raccoglie collezioni complete di quotidiani dagli anni trenta fino alla fine degli anni sessanta, nonché i primi lavori di digitalizzazione di opere storiche del Sud Italia, quali i volumi Historia di Sicilia e Messina città nobilissima di Giuseppe Buonfiglio (edizione del 1738) il volume Historia di Sicilia (De Rebus Siculis) di Tommaso Fazello (edizione del 1628), ed i volumi settecenteschi Del compendio della Historia del Regno di Napoli di Mambrin Roseo da Fabriano e Delle Historie Memorabili de suoi tempi di Alessandro Ziliolo, oltre ad una "Campagna per l'obiezione di coscienza all'uso del software chiuso nelle Università" nel marzo 2000.
Durante i primi anni della sua esistenza, a causa delle sue attività sociali a volte provocatorie e per il suo colore politico, il FreakNet viene spesso attaccato dalle autorità, che arrivano a chiederne lo sfratto; tale richiesta viene tuttavia dichiarata illegittima e la sentenza apre una lunga storia di ricorsi legali non ancora conclusa. Nello stesso periodo, il centro e i suoi membri subiscono atti di vandalismo, intimidazioni ed alcuni occupanti subiscono lesioni personali, che saranno imputate ad esponenti dell'estrema destra. Successivamente il centro catanese si trasferisce, ed è attualmente ospitato presso la sede Arci di Catania, mentre nascono sedi distaccate a Palazzolo Acreide ed a Canterbury.
Attualmente il FreakNet ha più di 500 utenti registrati, molti dei quali si collegano da svariate parti del mondo.

## Attività
Fin dalla propria nascita ha offerto servizi di posta elettronica e connessione Internet a chi non dispone di un computer o una connessione casalinga.
Il laboratorio utilizza solamente software libero, fornendo programmi anche in lingua araba per le comunità di immigrati.
Nato come un laboratorio singolo, FreakNet oggi è una comunità molto vasta che comprende laboratori a Catania, Palazzolo Acreide, Canterbury, diverse comunità virtuali e collaborazioni fattive con altri laboratori, associazioni e fondazioni europee.
I laboratori sono costituiti quasi interamente da materiale donato da persone di buona volontà o da pezzi recuperati da vecchi computer. Il materiale utilizzato risale, in certi casi, alla metà degli anni settanta, mentre certa tecnologia più recente è stata salvata dalla spazzatura.
- FreakNet MediaLab: Catania, Italia;
- Poetry Hacklab: Palazzolo Acreide, Italia;
- Hinezumi: Catania, Italia;
- Lumpy Street: Canterbury, Regno Unito.

Il FreakNet ha partecipato o è stato invitato a diversi eventi hacker europei.
Le attività del FreakNet attualmente spaziano dalla sensibilizzazione alla cultura informatica e alla libertà di espressione, dalla diffusione dell'accesso alle reti fino ai computer ed alle tecnologie, nonché alla formazione ed alla creazione di software e strumenti tecnici specifici. 
Oltre al museo, tra i progetti sviluppati ci sono:
- (EN)  Bignum: una calcolatrice a precisione infinita scritta in linguaggio Miranda;
- (IT, EN)  Emerde: porting del Portage di Gentoo su sistemi Slackware;
- Antica biblioteca digitale: scansioni hi-resolution di testi antichi
- Trascrizioni di testi antichi a cura di Martin Guy
- Xchestival, interfaccia vocale IRC in italiano per non-vedenti, su freaknet.org.
- Polli Fritti - Hacking sulle tecnologie Wireless e radioamatoriali, su poetry.freaknet.org. URL consultato il 22 agosto 2008 (archiviato dall'url originale il 27 dicembre 2009).

## Museo dell'Informatica Funzionante
Uno dei progetti più rilevanti del FreakNet è il Museo dell'Informatica Funzionante (MusIF), frutto della collaborazione dell'associazione con Dyne, il gruppo di programmatori di software libero responsabili della distribuzione GNU/Linux dyne:bolic, e il Poetry Hacklab, un laboratorio di informatica libera di Palazzolo Acreide, un paese nel siracusano.
L'idea è non solo quella di recuperare e classificare macchine storiche, con il loro software e tutta la documentazione disponibile, e di rendere disponibile tale archivio, anche fotografico, via Internet; ma soprattutto di riparare le macchine per renderle funzionanti e, nei limiti del possibile, utilizzabili dai visitatori, anche da remoto.
Tra i quasi duemila computer sinora presenti nella collezione, si trovano minicomputer storici come il PDP-11 della DEC, il Data General Eclipse, l'RS/6000 della IBM, il DPS-6 della Honeywell, o diversi sistemi Apple a partire dal modello I.
Nell'attesa di una sede più ampia, attualmente gran parte delle quasi duemila macchine sono conservate nei locali del Poetry HackLab di Palazzolo Acreide; alcune di esse sono utilizzabili via internet attraverso i link nelle pagine web del laboratorio Poetry.